# New Day (Absynthe Minded)
New Day is het tweede album van de Gentse band Absynthe Minded. Het werd uitgebracht in 2005.

## Opnamen
Absynthe Minded werd in 2004 tweede in Humo's Rock Rally achter The Van Jets. In hetzelfde jaar bracht de band zijn debuutalbum Acquired Taste uit. Een jaar laten kwam de band al op de proppen met de opvolger, New Day. Het album werd, op uitdrukkelijk verzoek van Bert Ostyn, geproduceerd door Jean-Marie Aerts. De band had aanvankelijk niet voldoende budget om het album op te nemen bij Aerts, maar deze wilde de band zo graag produceren dat hij zijn studioprijs liet zakken.
New Day was een veelzijdige plaat, met zowel sobere als hardere nummers. Het album verscheen in België op Keremos Records, een label dat was opgezet door Sioen, een sublabel van EMI. In Nederland werd het album uitgebracht door Excelsior Recordings, dat eerder in samenwerking met Keremos al Ease Your Mind van Sioen had uitgebracht. Het album verscheen in Nederland zonder het kenmerkende Excelsiorlogo en labelnummer op de voorkant van het album. In Nederland wist het album de hitlijsten niet te bereiken, in België kwam het album tot de 21e plaats in de Vlaamse Ultratop 50 Albums. Ook werd er in België een single uitgegeven worden van het nummer My Heroics, Part One, welke geen hitparadenotering zou behalen. New day was de enige plaat, die Absynthe Minded via Excelsior zou uitbrengen. De hierop volgende plaat, There is Nothing, werd uitgebracht door Universal Records, die zorgde dat de plaat direct in de hele Benelux gedistribueerd werd.

## Tracklist
| Nr. | Titel                       | Duur |
| --- | --------------------------- | ---- |
| 1.  | Mary's Hotel (Fire Sets In) | 4:10 |
| 2.  | Fortune                     | 3:10 |
| 3.  | To the Boredom Dying Slowly | 3:11 |
| 4.  | My Heroics, Part One        | 4:35 |
| 5.  | Substitute                  | 2:55 |
| 6.  | Singalong Song              | 4:30 |
| 7.  | Down Deep Inside            | 3:00 |
| 8.  | One Way or Another          | 4:24 |
| 9.  | I Don't Buy It              | 6:20 |
| 10. | Wash                        | 3:19 |
| 11. | I Like You When You're Sad  | 4:32 |
| 12. | Clock Is Ticking            | 2:14 |
| 13. | Smoke Gets in Your Eyes     | 3:04 |
| 14. | New Day                     | 4:46 |
| 15. | Cascade                     | 2:32 |
| 16. | All It Is                   | 4:03 |

## Personeel

### Bezetting
- Bert Ostyn - zang, gitaar
- Renaud Ghilbert - viool, zang, mondharmonica, trompet, percussie
- Jan Duthoy - piano, hammondorgel, zang, gitaar
- Sergej van Bouwel - contrabas, basgitaar, zang
- Jakob Nachtergaele - drums, percussie

## Hitlijsten
| Album met hitnotering(en) in de Vlaamse Ultratop 200 albums | Datum van verschijnen | Datum van binnenkomst | Hoogste positie | Aantal weken | Opmerkingen |
| ----------------------------------------------------------- | --------------------- | --------------------- | --------------- | ------------ | ----------- |
| New Day                                                     | 2005                  | 24-05-2005            | 21              | 64           |             |